# Micrommata
Micrommata is een geslacht van spinnen behorend tot de familie jachtkrabspinnen (Sparassidae).

## Soorten
- Micrommata aljibica Urones, 2004
- Micrommata aragonensis Urones, 2004
- Micrommata darlingi Pocock, 1901
- Micrommata formosa Pavesi, 1878
- Micrommata ligurina (C. L. Koch, 1845)
- Micrommata virescens (Clerck, 1757)
  - Micrommata virescens ornata (Walckenaer, 1802)